# Carlos Scarone
Carlos Scarone (Montevideo, 11 de novembre de 1888 - ibídem, 12 de maig de 1965) va ser un futbolista internacional uruguaià de destacada trajectòria durant les primeres dècades del segle xx.

## Biografia
Carlos era el germà major del més conegut Héctor Pedro Scarone. Carlos va començar a jugar a futbol al segon equip del River Plate de Montevideo. L'any següent va passar a formar part del CURCC, i més endavant marxaria cap a l'Argentina, al Boca Juniors.

El 1914 va tornar a l'Uruguai per a jugar al Nacional. Aquesta decisió va suposar un enfrontament amb el seu pare, Giuseppe Scarone, qui era seguidor del Peñarol, l'equip rival. El seu germà Héctor, però, també jugaria amb el Nacional. El nom de manya per parlar del Peñarol ve d'una frase de Carlos Scarone, qui, en italià, i en referència al conflicte amb el seu pare, va dir: 
| « | Per què m'hauria de quedar...per mangiare merda? | » |

 Els seguidors del Peñarol van adoptar aquesta expressió com a símbol d'identitat.
Amb la selecció de futbol de l'Uruguai va participar de 3 edicions del Campionat Sud-americà (actual Copa Amèrica), conquerint aquelles del 1917 i del 1920. Un cop retirat va ser dirigent del Nacional.

## Palmarès

### Club
- Primera Divisió de l'Uruguai

 Nacional: 1915, 1916, 1917, 1919, 1920, 1922, 1923, 1924

### Internacional
- Campionat Sud-americà

1917, 1920
- Copa Lipton: 4

1919, 1922, 1924, 1927
- Copa Newton: 4

1917, 1919, 1920, 1929